# Acrossus viturati
Acrossus viturati är en skalbaggsart som beskrevs av Edmund Reitter 1907. Acrossus viturati ingår i släktet Acrossus och familjen Aphodiidae. Inga underarter finns listade i Catalogue of Life.